# Abu-l-Walid Muhàmmad ibn Jàhwar ar-Raixid
Abu-l-Walid Muhàmmad ibn Jàhwar ibn Muhàmmad ibn Jàhwar ar-Raixid (en àrab: أبو الوليد محمد بن جهور الرشيد Abu l-Walid Muhammad ibn Jahwar ar-Rāxid) (Còrdova, ca. 1020 — Saltés, 28 de juliol de 1070). Segon governant de la república de Còrdova, des de 1043 fins a 1064.

## Biografia
Pertanyent a la important família dels Banu Jàhwar, establerta a Còrdova al servei dels omeies, i provinent d'Orient, substitueix el seu pare, Abu-l-Hazm Jàhwar, com a governador de Còrdova l'any 1043, elegit per una assemblea de notables. Fou conegut amb el sobrenom d'ar-Raixid ('el que guia en el camí correcte').
En política interior, neutralitza els darrers cops de cua dels pretendents omeies: Muhàmmad ibn Jàhwar expulsa de Còrdova un fill d'Abd-ar-Rahman IV, el qual estava promogut per la facció omeia, i conspirava per ocupar el poder; i en la farsa del fals califa Hixam II afavorida per Al-Mútadid de Sevilla, en principi reconeix el fals califa mentre es manté a la taifa de Sevilla, però quan l'emir sevillà vol tornar-lo a Còrdova, denuncia al falsari i el nom del califa és suprimit de les oracions públiques. Continuador de la política de normalització del seu pare, revoca la confiscació de béns efectuada durant la guerra civil i limita el poder de la policia. Però, mancat de l'enteresa i energia del seu pare, deixa en mans del seu visir Ibn al-Raka el govern efectiu de Còrdova.
La seva política exterior també és continuadora de la del seu pare, amb el manteniment del statu quo amb la taifa de Sevilla i la seva política expansionista; l'acolliment dels exiliats provocats per l'expansió dels abbadites, com els emirs de la taifa de Niebla, Muhammad Ibn Yahya i Fath ibn Khalaf, l'emir Abd al-Aziz al-Bakrí de Huelva i Saltés i Al-Qàssim ibn Muhàmmad al-Wàthiq, emir d'Algesires; i la mediació en els conflictes entre taifes.
El 1058 associa al seu fill menut, Abd-al-Màlik, al govern de Còrdova. I en l'any 1064 cedeix definitivament el poder als seus dos fills de forma conjunta, a Abd-ar-Rahman, la hisenda i l'administració, i a Abd-al-Màlik, l'exèrcit; però promptament el menor acapara tot el poder, amb més facilitat perquè aconsegueix condemnar a mort el visir Ibn al-Raka.
Mor a Saltés, el 28 de juliol de 1070, on l'havia desterrat al-Mútadid junt al seu fill Abd al-Malik, quan l'emir sevillà ocupà Còrdova, annexionant-la al seu territori.